# Helix Bridge
Helix Bridge, uradno The Helix in prej znan kot Double Helix Bridge, je most za pešce, ki povezuje Marina Center z Marino South na območju Marina Bay v Singapuru. Uradno so ga odprli 24. aprila 2010, vendar je bila odprta le polovica zaradi tekoče gradnje v Marina Bay Sands. Most so v celoti odprli 18. julija. Stoji ob mostu Benjamina Shearesa in ga spremlja most za vozila, znan kot Bayfront Bridge.

## Arhitektura
Projektantski konzorcij je bil mednarodna ekipa, ki so jo sestavljali avstralski arhitekti Cox Architecture in inženirji Arup ter arhitekti 61 iz Singapura.
Nadstreški (iz stekla in perforirane jeklene mreže) so vgrajeni vzdolž delov notranje spirale, da zagotavljajo senco pešcem. Most ima štiri razgledne ploščadi na strateških lokacijah, ki ponujajo pogled na obzorje Singapurja in dogodke, ki se odvijajo v zalivu Marina Bay. Ponoči je most osvetljen s serijo luči, ki poudarjajo strukturo dvojne vijačnice in s tem ustvarjajo posebno vizualno izkušnjo za obiskovalce.
Pari barvnih črk c in g ter a in t na mostu, ki ponoči sveti rdeče in zeleno, predstavljajo citozin, gvanin, adenin in timin, štiri baze DNK. Namerna levičarska zasnova, podobna DNK, ki je nasprotje običajne DNK na zemlji, si je leta 2010 prislužila mesto v Dvorani slavnih DNK levičarjev (The Left Handed DNA Hall of Fame).
Uprava za kopenski promet je trdila, da je to prvi tak most na svetu v arhitekturnem in inženirskem načrtovanju mostov. Istega leta je na podelitvi nagrad Svetovnega arhitekturnega festivala prejel nagrado »Najboljša prometna zgradba na svetu«. Prav tako ga je leta 2011 priznal Building and Construction Authority (BCA) na podelitvi nagrad BCA Design and Engineering Safety Excellence Awards.

## Gradnja
Helix je izdelan iz približno 650 ton nerjavečega jekla Duplex in 1000 ton ogljikovega jekla, uporabljenega v začasni strukturi, ki tudi pomaga mostu, da dobi obliko vijačnice. Gradnja se je začela leta 2007. Uradno je bil odprt 24. aprila 2010, vendar delno dostopen. Celoten most je bil odprt 18. julija 2010, da bi dokončali celotno pešpot okoli zaliva Marina Bay.

### Izdelava
Pred začetkom kakršnih koli del na dejanskem mostu je bila izdelana maketa iz ogljikovega jekla, da bi preprečili določene težave. Izdelava elementov je potekala od severa proti jugu, komponente so bile sestavljene v segmente, ki so lahko upravljali singapurske ceste. Pred dostavo na gradbišče je bila izvedena poskusna montaža, da bi ugotovili morebitne napake pri montaži.

### Kontrola kakovosti
Uporabljeno dupleksno nerjavno jeklo je dovzetno za kontaminacijo z ogljikovim ali cinkovim prahom. Zato je bila posebej ustanovljena posebna delavnica, da bi člene za Helix ločili od drugih ogljikovih in dušikovih jekel.

### Začasna dela
Zgrajen je bil začasni nosilni most, ki je podpiral most in omogočal dostop. Ključno vprašanje je bilo spuščanje rešetk čez osrednji 50 m širok navigacijski kanal, ki je moral med gradnjo ostati prost, da se je omogočil varen dostop drugim uporabnikom zaliva.
Nosilec je bil spuščen po segmentih v sinhroniziranem dvigu z dvema avtodvigalnima enotama. To je bilo storjeno ponoči, da bi zmanjšali motnje zaradi zaprtja kanala.

## Stalna dela
Na začasni most je bil postavljen mobilni portalni žerjav, ki je dvigoval elemente na svoje mesto. Postavitev se je začela od severnega stebra, začenši z vodoravnimi montažnimi segmenti (povprečno 11 m dolžine). Nato so bile privijačene vodoravne komponente krova, nato pa so bili nameščeni prečni nosilci, obroči, napenjalne palice in drugi ohlapni deli, ki so delovali navzgor od ravni krova.
Vgrajene so bile vijačnice in njihove opornice. Postavljeni so bili posamezni elementi vijačnic, ki so se varili na celotnem razponu. Te ključne povezave so bile zelo natančno nadzorovane in nadzorovane, da bi zagotovili ohranitev lastnosti dupleksnega jekla. Končno so s postopkom pasivacije odstranili vse površinske železove spojine, ki so potencialni vir korozije.

## V popularni kulturi
Most se pojavlja v tretji sezoni HBO-jeve serije Westworld.
Pojavlja se v videoigri Mario Kart Tour iz leta 2019 kot del dirkališča Singapore Speedway 2.

## sklici
1. ↑  Claire Huang (24. april 2010). »Marina's pedestrian bridge named "The Helix", vehicular bridge named "Bayfront Bridge"«. Channel News Asia. Arhivirano iz prvotnega spletišča dne 26. aprila 2010. Pridobljeno 23. aprila 2010.
2. ↑  »Helix Bridge / Cox Architecture with Architects 61«. ArchDaily. 10. januar 2012. Arhivirano iz spletišča dne 11. novembra 2020. Pridobljeno 19. avgusta 2016.
3. ↑  »Marina Bay - Explore Marina Bay«. Arhivirano iz prvotnega spletišča dne 14. maja 2008. Pridobljeno 25. aprila 2010.
4. ↑  »Bayfront Bridge - Event Night Lighting«. Arhivirano iz prvotnega spletišča dne 1. marca 2012. Pridobljeno 25. aprila 2010.
5. ↑  »The Left Handed DNA Hall of Fame«. Arhivirano iz spletišča dne 14. aprila 2012. Pridobljeno 11. marca 2023.
6. ↑  »Bayfront Bridge - Innovative Structure«. Arhivirano iz prvotnega spletišča dne 1. marca 2012. Pridobljeno 25. aprila 2010.
7. ↑  »Largest double helix bridge«. Guinness World Records (v britanski angleščini). Arhivirano iz spletišča dne 10. novembra 2022. Pridobljeno 10. novembra 2022.
8. ↑  The Institution of Engineers, Singapore. (August 2010). The Helx. The Singapore Engineer, pp. 8 - 17.
9. ↑  »15 Real-Life Places Behind Westworld Season 3's Futuristic Cities«. 9. maj 2020. Arhivirano iz spletišča dne 7. decembra 2022. Pridobljeno 11. marca 2023.